# Агеева, Ольга Николаевна
Ольга Николаевна Агеева (род. 3 марта 1957, Ленинград, СССР) — советская и российская актриса театра и кино.

## Биография
Родилась Ольга Николаевна Агеева 3 марта 1957 года в Ленинграде. В 1978 году окончила актёрский факультет Ленинградского государственного института театра, музыки и кинематографии (курс И. П. Владимирова). Дебютировала в кино ещё студенткой в документальном фильме «Вороне где-то Бог…» (1974).
В 1978—1993 годах — актриса театра на Литейном. В 1977 году сыграла роль Гули Королёвой в фильме «Четвёртая высота». Критик Кира Парамонова в газете «Советская культура» писала, что вторая половина фильма, в которой Гуля уже взрослая, показалась ей «менее удачной, чем первая», приводя следующую оценку её роли: «Взрослой героине недостаёт того „заряда бодрости“, который есть в девчонке».
Авторы книги «После оттепели. Кинематограф 1970-х» (2009) Андрей Шемякин и Юлия Михеева писали: «Несмотря на участие талантливой школьницы Маргариты Сергеечевой, сыгравшей Гулю-пионерку, и довольно сильное внешнее сходство актрисы Ольги Агеевой с Гулей-комсомолкой, в фильме не получился ни образ времени, ни образ главной героини».
Упоминая её роли в фильмах «Всё решает мгновение», «Крутое поле», «Мишка на Севере», «Снег на зелёном поле» и «Ночь на 4-м круге», кинокритик Сергей Добротворский в журнале «Советский экран» писал: «…её героини, как правило, заряжены энергией созидания, одержимы высокими нравственными понятиями, они, если можно так сказать, программно антиинфантильны. [...] Действия каждой из героинь О. Агеевой подчинены высокой — и в то же время вполне конкретной, земной — идее, направленной на то, чтобы людям рядом жилось лучше».
Он называл роль Варвары Толоконниковой в фильме «По законам военного времени» (1982) «значительной вехой в актёрской биографии актрисы», отметив, что роль одной из участниц нежинского подполья в телефильме «За ночью день идёт» (1984) также открывает «новые стороны дарования актрисы».
С 1993 года работает по договорам.

## Фильмография

### Роли в кино
- 1974 ― Вороне где-то Бог… (документальный, тв) ― абитуриентка
- 1977 — Четвёртая высота — Гуля Королёва в юности (роль озвучила Анна Каменкова)
- 1978 — Всё решает мгновение — Зоя Круглова
- 1978 — Встречи (тв, рассказ «Тряпка») — Инга (Маша)
- 1978 — Неподвластные метры (короткометражный, фильм-плакат) — девушка на свидании
- 1979 — Крутое поле — Маша
- 1979 — Мишка на Севере — Зоя
- 1980 — Выход из случая (фильм-спектакль)
- 1981 — Ночь на 4-м круге — Лидочка
- 1981 — Снег на зелёном поле — Светлана
- 1982 — По законам военного времени — Варвара Толоконникова
- 1983 — Плыви, кораблик… — Нина
- 1984 — За ночью день идёт / За ніччю день іде (тв) — Вера Смолянчук
- 1985 — Грядущему веку (тв) — Светлана
- 1985 — Контракт века — эпизод
- 1985 — Прости меня (фильм-спектакль)
- 1986-1988 — Жизнь Клима Самгина (тв) — певица
- 1990 — Адвокат (тв) — Татьяна Иванова
- 1998 — Улицы разбитых фонарей (1 сезон, 6-я серия «Сексот Цыплаков») — Людмила Ивановна
- 2004 — Потерявшие солнце (тв) — мать невесты
- 2005 — Брежнев (тв) — эпизод
- 2005 — Тайны следствия (5 сезон, фильм третий «Фотограф») — врач
- 2006 — Ментовские войны (3 сезон, фильм второй «Образ врага») — преподаватель права в Университете (в титрах О. Телегова)
- 2007 — Последнее путешествие Синдбада (тв) — эпизод (в титрах О. Огеева)
- 2009 — Катерина (2 сезон «Возвращение любви») — член комиссии из органов опеки (в титрах О. Телегова)
- 2011 — Дорогой мой человек (тв) — Лена
- 2011 — Странствия Синдбада (фильм первый «Путь на север») — Людмила Сергеевна
- 2012 — Улицы разбитых фонарей (12 сезон, 5-я серия «Чёрная вода») — мать Галины
- 2013 — Ковбои (фильм третий «Трясины») — мать Татьяны
- 2014 — Иные (тв) — Семёнова
- 2014 — Лучшие враги (11-я серия «Алиби») — мать Васи Лосева
- 2015 — Такая работа (17-я серия «Зов крови») — Ирина Викторовна Гуляева
- 2016 — Тайны следствия (16 сезон, фильм пятый «Личные интересы») — хирург
- 2019 — Алекс Лютый (тв) — сотрудница редакции

### Озвучивание
- 1979 ― За стеклянной дверью ― Ингрида (роль Илзе Рудольфы)